# Neil McCarthy
Neil McCarthy (Lincoln, Lincolnshire, 26 juli 1932 – Fordingbridge, Hampshire, 6 februari 1985) was een Brits acteur. Hij was tevens een begaafd taalkundige en pianist, hoewel hij opgeleid werd als leraar.

## Levensloop
McCarthy speelde bijna 90 rollen in films en op televisie. Hij speelde gastrollen in onder meer The Saint, The Avengers, Doctor Who en Some Mothers Do 'Ave 'Em. 
Bekende rollen speelde hij in de miniserie Shogun en de televisieserie Catweazle (waarin hij te zien was als Sam Woodyard, de boerenknecht van Mr. Bennet). Verder was hij te zien in films als Zulu, The Hill, George and Mildred en Where Eagles Dare. Ook speelde hij een rol in Who Pays the Ferryman?.
McCarthy overleed op 52-jarige leeftijd aan een motorisch neurologische (spier)ziekte.

## Filmografie
- Sunset Pass (1946) - Overvaller (niet op aftiteling)
- Who, Me? (televisiefilm, 1955) - Rol onbekend
- Dial 999 (televisieserie) - Kemp (afl. The Motorbike Bandits, 1959)
- ITV Play of the Week (televisieserie) - Watty (afl. The Square Ring, 1959)
- The Criminal (1960) - O'Hara
- Sands of the Desert (1960) - Hassan
- International Detective (televisieserie) - Studs Lubeck (afl. The Winthrop Case, 1960)
- Barnaby Rudge (televisieserie) - Hugh (Afl. onbekend, 1960)
- Maigret (televisieserie) - Rol onbekend (afl. The Old Lady, 1960)
- Offbeat (1961) - Leo Farrell
- The Avengers (televisieserie) - Bart (afl. Brought to Book, 1961)
- Danger Man (televisieserie) - Skipper (afl. The Conspirators, 1961)
- Echo Two Four (televisieserie) - Birdie Martin (afl. Bag & Baggage, 1961)
- We Joined the Navy (1962) - Sergeant
- The Pot Carriers (1962) - Bracket
- The Edgar Wallace Mystery Theatre (televisieserie) - Dusty (afl. Solo for Sparrow, 1962)
- Suspense (televisieserie) - Carver (afl. Doctor Corbally and Certain Death, 1962)
- Barbara in Black (televisieserie) - Cobley (1962)
- Silent Evidence (televisieserie) - Harry Maxwell (afl. Simple Arithmetic, 1962)
- Ghost Squad (televisieserie) - Rol onbekend (afl. The Green Shoes, 1962)
- The Young Detectives (1963) - Hammer Harris
- Suspense (televisieserie) - Lenny (afl. Last Race, Ginger Gentleman, 1963)
- Two Left Feet (1963) - Ted
- The Third Man (televisieserie) - Rol onbekend (afl. Portrait of Harry, 1963)
- Home from Home (televisiefilm, 1963) - Nigel
- The Cracksman (1963) - Van Gogh
- Z Cars (televisieserie) - Vince (afl. Come on the Lads, 1963)
- Zulu (1964) - Pte. John Thomas
- Catch Hand (televisieserie) - Mike (afl. It's Only Bricks and Mortar, 1964)
- The Saint (televisieserie) - Morgan (afl. The Saint Steps In, 1964)
- Z Cars (televisieserie) - Basil Tucker (afl. Bring Back the Cat, 1964)
- No Hiding Place (televisieserie) - Ben Harris (afl. The Link, 1965)
- The Wednesday Play (televisieserie) - Black (afl. The Confidence Course, 1965)
- Dixon of Dock Green (televisieserie) - Frankie Clark (afl. Act of Violence, 1965)
- The Saint (televisieserie) - Alec Hunter (afl. The Chequered Flag, 1965)
- The Hill (1965) - Burton
- No Hiding Place (televisieserie) - Archie (afl. Danger: Wrong Turning, 1965)
- The Wednesday Play (televisieserie) - PC Miller (afl. The Bone Yard, 1966)
- Dixon of Dock Green (televisieserie) - Terence Goddard (afl. The Executioners, 1966)
- Great Expectations (televisieserie) - Joe Gargery (1967)
- The Avengers (televisieserie) - Carl (afl. Dead Man's Treasure, 1967)
- Cuckoo Patrol (1967) - Superman No.2
- Seven Times Seven (1968) - Mr. Docherty
- Where Eagles Dare (1968) - Sgt. Jock MacPherson
- The Avengers (televisieserie) - Rasker (afl. The Interrogators, 1969)
- Randall and Hopkirk (Deceased) (televisieserie) - Griggs (afl. The Man from Nowhere, 1969)
- Department S (televisieserie) - Quince (afl. A Ticket to Nowhere, 1970)
- Z Cars (televisieserie) - Punchy (afl. A Big Shadow: Part 1 & 2, 1970)
- Catweazle (televisieserie) - Sam Woodyard (13 afl. 1969-1970)
- Tales of Unease (televisieserie) - Eric (afl. The Old Banger, 1970)
- Play for Today (televisieserie) - Eddie Gosse (afl. When the Bough Breaks, 1971)
- Play of the Month (televisieserie) - Osip, bandiet (afl. Platonov, 1971)
- Doctor Who (televisieserie) - George Patrick Barnham (afl. The Mind of Evil: Part 1 t/m 3, 5 t/m 6, 1971)
- The View from Daniel Pike (televisieserie) - Phelim (afl. Philomena and the Tattie-Howkers, 1971)
- Pretenders (televisieserie) - Henschell (1972)
- Jason King (televisieserie) - Tredgett (afl. An Author in Search of Two Characters, 1972)
- Follow Me! (1972) - Parkinson
- Cosmo and Thingy (televisiefilm, 1972) - Chef
- The Rivals of Sherlock Holmes (televisieserie) - Anderson (afl. The Secret of the Manifique, 1973)
- Some Mothers Do 'Ave 'Em (televisieserie) - Mr. Bedford (afl. Have a Break, Take a Husband, 1973)
- The Zoo Robbery (1973) - Skipper
- Steptoe and Son Ride Again (1973) - Lennie
- Freewheelers (televisieserie) - Crouch (Serie 8, afl. onbekend, 1973)
- The Nine Tailors (miniserie, 1974) - Will Thoday
- Sykes (televisieserie) - Kraanbestuurder (afl. The Pub, 1974)
- Softly Softly (televisieserie) - George Churchman (afl. Pardon, 1974)
- Dawson's Weekly (televisieserie) - Patiënt (afl. Accident Prone, 1975)
- Operation: Daybreak (televisiefilm, 1975) - Man bij groeve (niet op aftiteling)
- Sykes (televisieserie) - Jack Tatterswhite (afl. Night Out, 1975)
- Side by Side (1975) - Rol onbekend
- Crown Court (televisieserie) - Robert Markham (afl. Who Killed Cock Robin?, 1975, en Humpty Dumpty Sat on the Wall, 1975)
- Fern, the Red Deer (1976) - Stroper
- Trial by Combat (1976) - Ben Willoughby
- The Ghosts of Motley Hall (televisieserie) - Professor Pogmore (afl. The Pogmore Experiment, 1976)
- Cilla's World of Comedy (televisieserie) - Frank Gallagher (afl. Home and Away, 1976)
- The Incredible Sarah (1976) - Sergeant
- A Little Bit of Wisdom (televisieserie) - Alec Potter (1976)
- Leap in the Dark (televisieserie) - Mr. McDonald (afl. The Ghost of Ardachie Lodge, 1977)
- Z Cars (televisieserie) - Barney Crane (afl. The Man Who Killed Songbirds, 1977)
- Who Pays the Ferryman? (televisieserie) - Babis Spiridakis (1977)
- The Thief of Baghdad (televisiefilm, 1978) - Jaudurs handlanger
- Return of the Saint (televisieserie) - Bradley (afl. The Debt Collectors, 1978)
- Doctor Who (televisieserie) - Thawn (afl. The Power of Kroll: Part 1 t/m 3, 1978, The Power of Kroll: Part 4, 1979)
- Measure for Measure (televisiefilm, 1979) - Abhorson
- The Other One (televisieserie) - Man in pub (Episode 2.4, 1979)
- The Monster Club (1980) - Watson, lid squadron B
- George & Mildred (1980) - Eddie
- Keep It in the Family (televisieserie) - Sidney (afl. Downs and Ups, 1980)
- Enemy at the Door (televisieserie) - Walter Nicolle (afl. Escape, 1980)
- Shogun (miniserie, 1980) - Spillbergen
- Shogun (televisiefilm, 1980) - Spillbergen
- The Professionals (televisieserie) - Sam Armitage (afl. It's Only a Beautiful Picture, 1980)
- Clash of the Titans (1981) - Calibos
- Time Bandits (1981) - Tweede overvaller
- The Gentle Touch (televisieserie) - Ralph Burwell (afl. Knife, 1981)
- Emmerdale Farm (televisieserie) - Enoch Tolly (Afl. onbekend, 1981)
- Nancy Astor (miniserie, 1982) - Eerwaarde Neve
- Only When I Laugh (televisieserie) - Harry (afl. Escape, 1982)

- Bibliothèque nationale de France: cb142051445 (data)
- International Standard Name Identifier: 0000 0001 2032 5011
- Library of Congress Control Number: no00044313
- Virtual International Authority File: 108000724
- WorldCat: E39PBJjhG4k3KCQQX8RXf38jYP